# بل آو لوئیویل
بل آو لوئیویل (به انگلیسی: Belle of Louisville) یک کشتی است که طول آن ۱۵۷٫۵ فوت (۴۸٫۰ متر) می‌باشد. این کشتی در سال ۱۹۱۴ ساخته شد.